# Ciel de Corée
Ciel de Corée est la onzième histoire de la série Les Aventures de Buck Danny de Jean-Michel Charlier et Victor Hubinon. Elle est publiée pour la première fois en 1953 dans le journal Spirou, du no 783 au no 805, puis sous forme d'album en 1954.

## Résumé
L'épisode se situe pendant l'hiver 1950-51 et se déroule sur trois semaines environ.
Les dix premiers jours voient se réaliser le souhait du trio d'aviateurs de rejoindre le front de Corée. Alors qu'ils mènent des essais de prototypes à la base de Springfield, Buck Danny, Tumbler et Sonny Tuckson sont (enfin) désignés pour la Corée, avec neuf autres pilotes d'une escadrille occasionnelle.
L’objectif de leur mission est de tester au combat les meilleurs prototypes d’avions de chasse de l’USAF ; ces derniers sont déjà sur place, en Corée.
Leur voyage vers la base de Fusan doit cependant se faire, non pas comme passagers d'un transport, mais aux commandes de monoplaces de chasse, des F-80C Shooting Star, afin de tester l’endurance de ces appareils de série et de leurs pilotes, sur des longs trajets.
Devant effectuer son vol au moyen de ravitaillements en vol successifs, l'escadrille consacre la première semaine à s'entraîner à cette technique puis les quatre jours suivants à préparer sa traversée au long cours.
La rencontre (imprévue ? défaillance des prévisionnistes météo ?) d'un typhon sur son itinéraire, concomitamment à la présence (en partie inopinée, mais habilement exploitée) d’un navire espion ennemi (chinois ?) provoque l'échec du raid, qui se solde par la perte de tous les appareils et de sept des douze pilotes.
Récupérés in extremis par le biais d’une recherche coordonnée de l’US Navy (un Boeing SB-29 'Super Dumbo' de la marine (de l’Air-Sea Rescue) et un navire, le X.S.-1425) les cinq rescapés sont acheminés deux jours plus tard à la Base 33 (de Fujon-San) en Corée, plus que jamais déterminés à affronter l’ennemi (« mes hommes et moi avons hâte de nous venger ! », confie Buck Danny).
Rapidement remis de l’épreuve qu’ils viennent de subir, et sans même sembler particulièrement affectés par la mort de leurs camarades en mer, ils sont accueillis dans une ambiance de grande anxiété puis lugubre. En effet, par le biais de la radio du contrôle aérien de la base, ils sont témoins, en direct, de l’épilogue tragique d’un combat aérien ; lequel se termine par la défaite d’un pilote de la base, le lieutenant Thomas Mitch ; ce dernier devenant le sixième pilote américain abattu en quatre jours, selon un scénario identique, et par un mystérieux ennemi invisible, surnommé « Ivan le Terrible ».
Aussitôt pressés d’en découdre avec ce pilote menaçant, les trois héros découvrent en une semaine la clé de l’énigme. Mettant à profit les fameuses expérimentations pour lesquelles ils ont été missionnés, ils engagent, avec le reste de leur escadrille, un combat aérien contre des MiG-15 ennemis, au cours duquel la cinémitrailleuse de Tuckson filme par hasard une base de lancement d’avions radiocommandés ; lesquels constituent donc l’explication de la furtivité et de l’invincibilité des fameux « Ivan ».
Deux jours après, un piège est tendu à l’ennemi : Danny, aux commandes d’un avion léger Bell XP-77 se montrera à proximité du repaire des « Ivan » pour en provoquer un lancement ; ce démasquage devant permettre de localiser avec précision la position de leur base.
Toutefois devenu la cible de l’Ivan effectivement lancé, Danny manœuvre avec dextérité pour l’éviter, puis est escorté sur la route du retour à sa base, par une escadrille de F-84, dirigée par Tumbler et Tuckson.
Le mystère des « Ivan » est donc percé à jour… Encore reste-t-il à en supprimer la menace.
L’un des pilotes de l’escadrille, le Coréen Rygman-San, est sous l’effroyable menace d’un chantage à la vie de sa famille, contre une trahison de sa part et la livraison à l’ennemi d’un chasseur Sabre.
Ce drame en puissance annonce l’épisode suivant : Avions sans pilotes.

## Contexte historique
L'aventure se déroule pendant la Guerre de Corée de la fin de l'année 1950 au début de l'année 1951.

## Personnages
- Général Morton : commandant la base de Springfield, il doit laisser partir en Corée Danny, Tuckson et Tumbler, qu'il avait eus sous ses ordres pendant la Seconde Guerre mondiale comme colonel des Tigres volants. C'est la dernière fois qu'il apparaît dans la série.
- Rygman-San : pilote coréen formé par les Américains. Sa famille est restée en territoire contrôlé par les Nord-Coréens.
- Choun-Yen et son acolyte : deux espionnes nord-coréennes qui font chanter Rygman-San pour qu'il livre un Sabre à l'ennemi.

## Avions
- Lockheed F-80C Shooting Star
- Convair B-36, cité mais non montré
- Boeing KB-29P, citernes volantes
- Boeing SB-29 'Super Dumbo' de la marine (Air-sea Rescue)
- Fairchild C-82 Packet
- Douglas C-47 Skytrain
- Republic F-84D Thunderjet
- North American F-86D/K/L Sabre Dog
- Mikoyan-Gourevitch MiG-15 « Fagot »
- « Ivan » design inspiré du Yokosuka MXY-7 Ohka « Baka »
- Bell XP-77[2] serial 3215, puis 5132 (tous deux fantaisistes)[3]
- « Lavochkine La-16 », design inspiré du Messerschmitt Me 262 ou du Soukhoï Su-9 Samolet K mais avec ailes en flèche.

## Censure
L'album, considéré comme trop politique, fut interdit d'importation en France par la Commission de Surveillance et de Contrôle des publications destinées à l'enfance et à l'adolescence, et ce jusqu'en 1968. Madeleine Bellet, cofondatrice de Vaillant, avait émis un avis défavorable.

## Publication

### Revues
- Journal Spirou du no 783 du 16 avril 1953 au no 805 du 17 septembre 1953.

### Album
- Dupuis 1953